# Gamla Esbo
Gamla Esbo (finska: Vanha-Espoo) är ett storområde i Esbo stad. Esbo stad är indelat i sju storområden och storområdesindelningen används av stadens administration. Stadsdelar i Gamla Esbo är Esbo centrum, Gumböle, Högnäs, Träskända, Björnkärr, Karvasbacka, Stadsberget, Kolmpers, Kurängen, Morby, Nupurböle, Noux, Siikajärvi och Gamla Noux.